# Lars Johansson
Lars „Lasse“ Johansson (* 11. Juli 1987 in Avesta) ist ein schwedischer Eishockeytorwart, der seit Mai 2022 beim Frölunda HC aus der Svenska Hockeyligan (SHL) unter Vertrag steht.

## Karriere

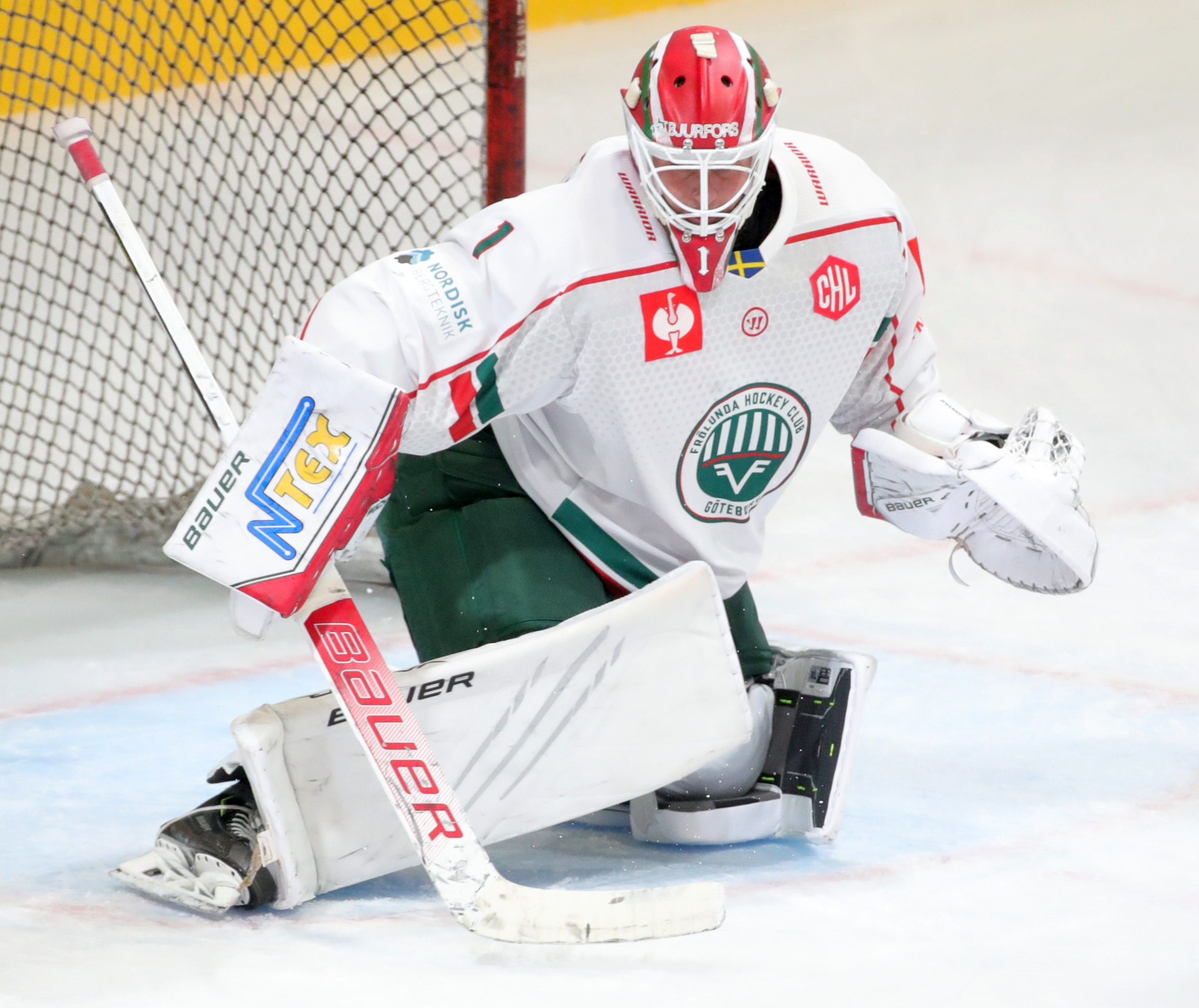
Lars Johansson (2022)

Lars Johansson begann mit dem Eishockeysport beim Avesta BK aus seiner Heimatstadt. 2004 wechselte er in die Nachwuchsmannschaften des Mora IK, für die er in der J18 Allsvenskan und der J20 SuperElit spielte. Während der Saison 2007/08 debütierte er für den Mora IK in der Elitserien und kam auf insgesamt 10 Spiele in der höchsten schwedischen Eishockeyliga. Da der Mora IK am Saisonende in die HockeyAllsvenskan abstieg, spielte er in den folgenden Jahren in der zweiten schwedischen Liga. 2011 wechselte er innerhalb der Allsvenskan zum VIK Västerås HK, mit dem er 2013 an den Aufstiegsspielen zur Elitserien teilnahm. Anschließend wurde er vom Frölunda HC verpflichtet.
In der Saison 2015/16, seiner dritten Saison als Stammtorhüter des Frölunda HC, war Johansson statistisch der beste Torhüter der Svenska Hockeyligan (bezogen auf Gegentorschnitt und Fangquote) und führte die Frölunda Indians zur schwedischen Meisterschaft. Zudem gewann er mit dem Klub 2016 die Champions Hockey League.
Am 23. Mai 2016 unterschrieb Johansson einen Einjahresvertrag bei den Chicago Blackhawks aus der National Hockey League. In der Saison 2016/17 wurde Johansson beim Farmteam in der American Hockey League, den Rockford IceHogs eingesetzt. Nach 16 Spielen für die IceHogs wurde Johansson in den NHL-Kader der Blackhawks berufen, um nach einer Blinddarmoperation von Corey Crawford als Back-up von Scott Darling zu agieren. Er blieb jedoch ohne NHL-Einsatz und spielte den Rest der Saison bei den IceHogs.
Am 3. Juli 2017 verließ Johansson die Blackhawks-Organisation und einigte sich auf einen Einjahresvertrag mit dem HK ZSKA Moskau aus der Kontinentalen Hockey-Liga (KHL). Mit dem ZSKA gewann er 2019 den Gagarin-Pokal und damit auch die russische Meisterschaft. Zudem gehörte er in seiner Zeit beim ZSKA stets zu den statistisch besten Torhütern der KHL und wurde dafür mehrfach ausgezeichnet. Nach vier Spielzeiten bei ZSKA wechselte der Schwede im Juni 2021 zum Ligakonkurrenten SKA Sankt Petersburg, den er jedoch nach nur einer Saison verließ, um im Mai 2022 zum Frölunda HC zurückzukehren.

## Erfolge und Auszeichnungen
- 2016 Gewinn der Champions Hockey League mit dem Frölunda HC
- 2016 Schwedischer Meister (Le-Mat-Pokal) mit dem Frölunda HC[5]
- 2016 Torhüter des Jahres der Svenska Hockeyligan
- 2016 Bester Gegentorschnitt (GAA = 1,74), beste Fangquote (92,7 %) und meiste Shutouts (7) der Svenska Hockeyligan
- 2018 Bester Gegentorschnitt (GAA = 1,31) der KHL
- 2019 KHL All-Star Game
- 2019 Gewinn des Gagarin-Pokals und Russischer Meister mit dem HK ZSKA Moskau[6]
- 2020 Bester Gegentorschnitt (GAA = 1,40) der KHL
- 2021 Bester Gegentorschnitt (GAA = 1,59) der KHL
- 2022 Bester Gegentorschnitt (GAA = 1,63) der KHL
- 2024 Honkens trofé